# Подводный звуковой канал

Диаграмма скорости звука от глубины (в районе к северу от Гавайских островов). Ось ПЗК находится на глубине 750 м.

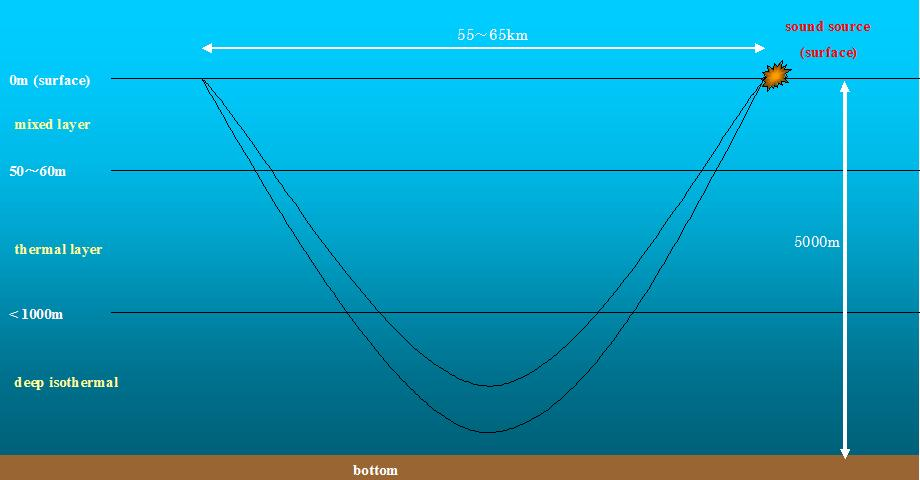
Зона сходимости в отсутствие ПЗК

Подводный звуковой канал — слой воды в морях и океанах, в котором возможно сверхдальнее распространение звука вследствие рефракции.
На некоторой глубине под поверхностью воды (в районе Бермудских островов около 1000 м, к широте 60° достигает поверхности),  находится слой, в котором звук распространяется с наименьшей скоростью; выше этой глубины скорость звука увеличивается из-за повышения температуры, а ниже — вследствие увеличения гидростатического давления с глубиной.
Этот слой представляет собой своеобразный подводный звуковой канал (ПЗК). Луч, отклонившийся от оси канала вверх или вниз, вследствие рефракции всегда стремится попасть в него обратно.
- Если поместить источник и приёмник звука в этом слое, то даже звуки средней интенсивности (например, взрывы небольших зарядов в 1—2 кг) могут быть зарегистрированы на расстояниях в сотни и тысячи км.
- Если расположить источник и приёмник звука у поверхности, то в этом случае лучи, рефрагируя книзу, заходят в глубоководные слои, где они отклоняются кверху и выходят снова к поверхности на расстоянии в несколько десятков км от источника. Далее картина распространения лучей повторяется и в результате образуется последовательность вторичных освещённых зон, или зон сходимости, которые обычно прослеживаются до расстояний в несколько сотен километров.

Явление сверхдальнего распространения звука в море было открыто независимо американскими учёными М. Ивингом и Дж. Ворцелем (1944) и советскими учёными Л. М. Бреховских и Л. Д. Розенбергом (1946).
Используется горбатыми китами для коммуникации на расстояниях, достигающих тысяч километров.
Аналогом подводного звукового канала для сейсмических волн в земных недрах является астеносфера.